# Sokobanja
Sokobanja (serbisch-kyrillisch Сокобања) ist ein serbischer Kurort in der gleichnamigen Gemeinde im Bezirk Zaječar.
Das jährliche Akkordeon-Festival Prva harmonika wird hier abgehalten und das, in der Region Timočka Krajina, berühmte Restaurant Milošev konak befindet sich hier.

## Geographie
Der Ort gehört zu den beliebtesten touristischen Zielen in Serbien, gelegen zwischen den Gebirgen Rtanj, Ozren, Devica und Bukovik. Durch den Ort fließt der Fluss Sokobanjska Moravica mit einer großen Artenvielfalt an Fischen. In der Nähe finden sich Reste der römischen Festung Sokograd. Westlich von Sokobanja befindet sich das Bovansko Jezero, ein künstlicher See, der auch touristisch genutzt wird.

## Geschichte
Das Zentrum der Stadt wurde bereits im 16. Jahrhundert von den Osmanen erbaut. Dort befinden sich auch zahlreiche Hamams (türkische Bäder). Die örtliche Schule und die serbisch-orthodoxe Verklärungskirche wurden bereits im 19. Jahrhundert erbaut.

## Einwohner
Im Jahre 2002 zählte die Stadt 8.407 Einwohner (Eigennennung). Die meisten von ihnen waren Serbisch-Orthodoxe.
Weitere Volkszählungen:
| 1948  | 1953  | 1961  | 1971  | 1981  | 1991  |
| ----- | ----- | ----- | ----- | ----- | ----- |
| 3.370 | 3.984 | 4.227 | 5.554 | 7.204 | 8.439 |

## Partnerstädte
- Hódmezővásárhely, Ungarn
- Metaxata, Griechenland
- Tamar, Israel

## Persönlichkeiten
Persönlichkeiten welche entweder in Sokobanja geboren wurden oder stark mit dieser Stadt verbunden werden:
- Hajduk Veljko Petrović (1770–1813), Wojwode
- Miloš Obrenović (1780–1860), serbischer Fürst
- Stevan Sremac (1855–1906), Schriftsteller
- Branislav Nušić (1864–1938), Schriftsteller

## Galerie

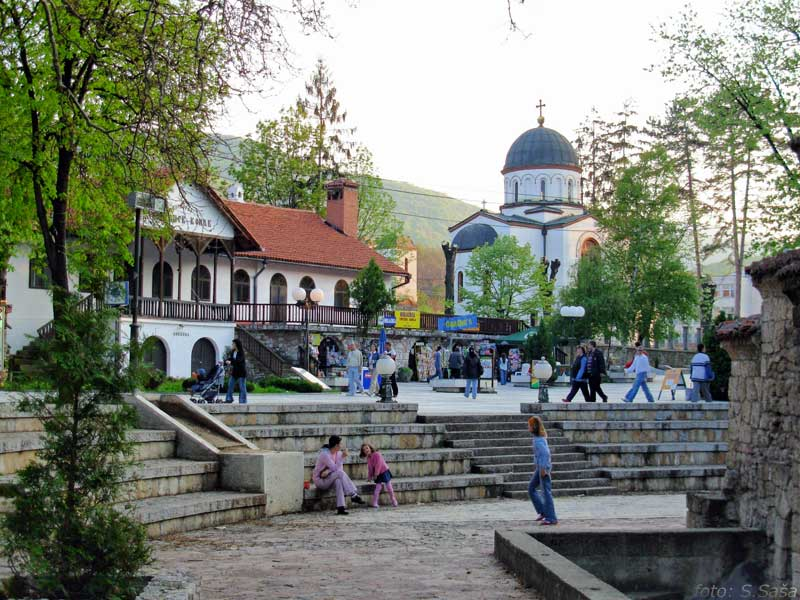
Das Zentrum von Sokobanja
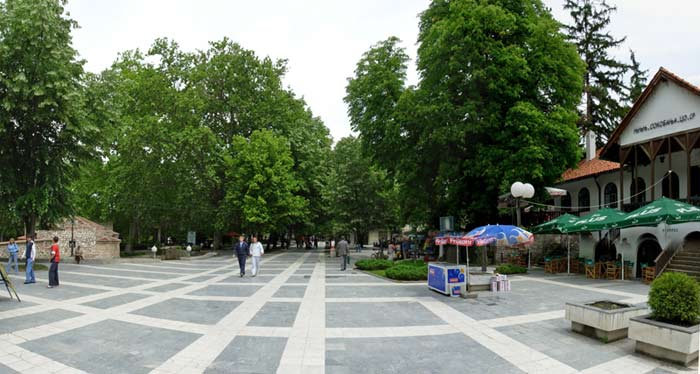
Das Zentrum von Sokobanja
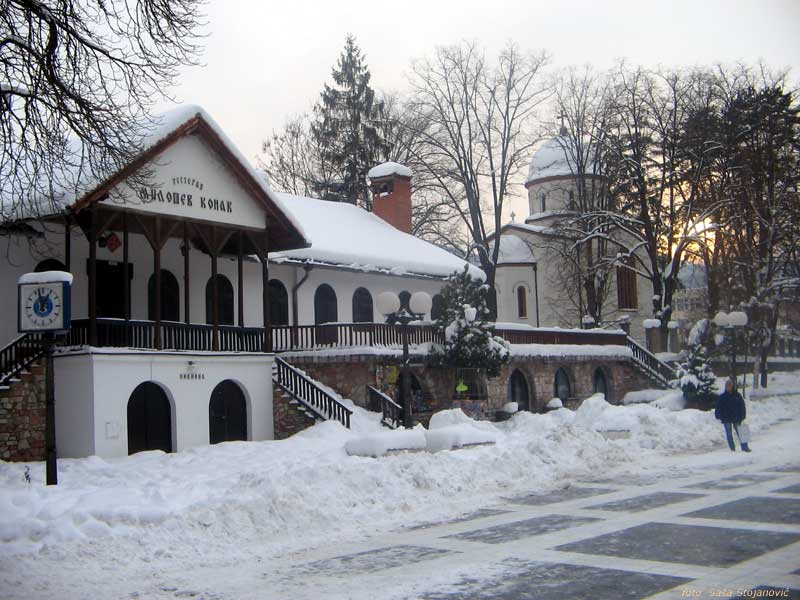
Das Zentrum im Winter
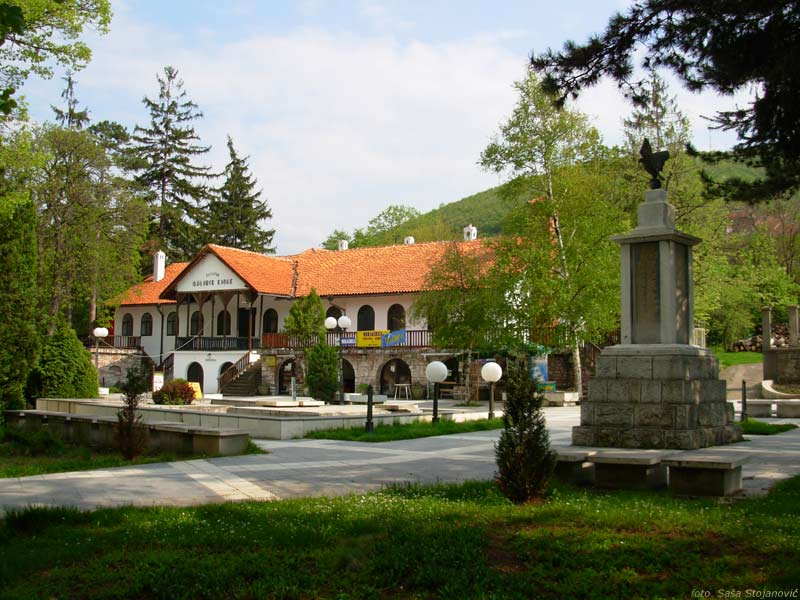
Milošev konak
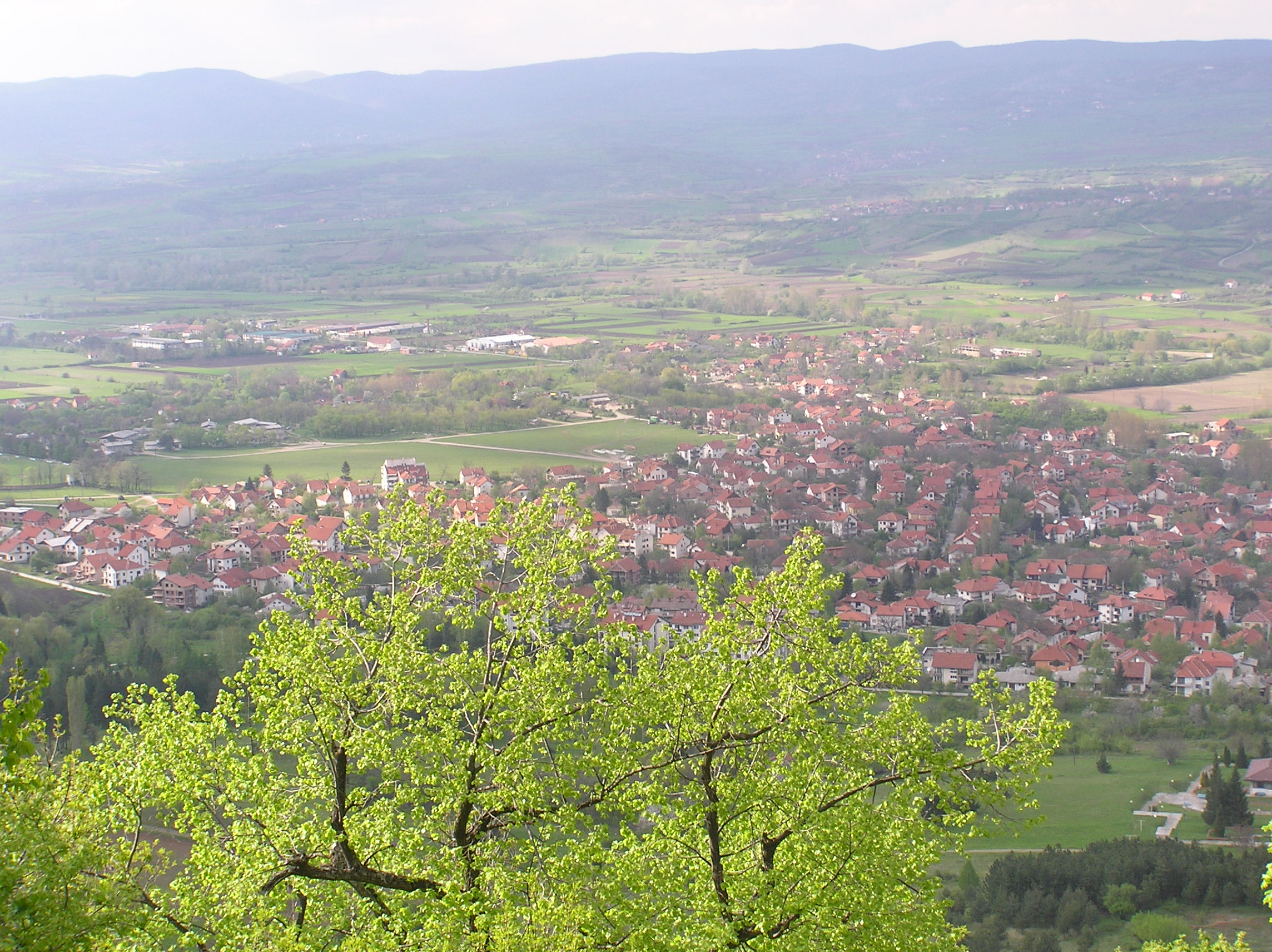
Blick über Sokobanja
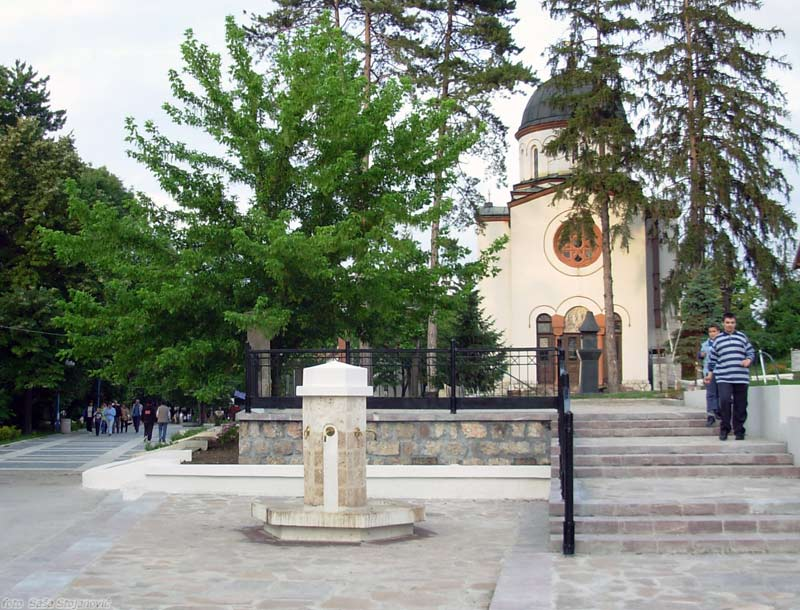
Die Kirche Sv.Preobraženja
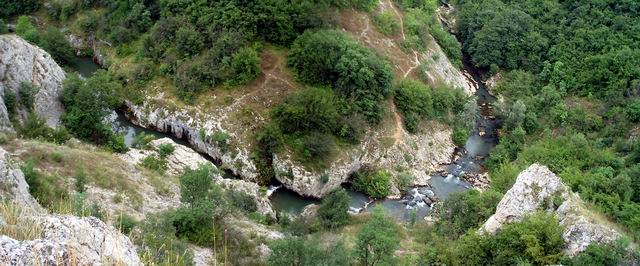
Der Fluss Sokobanjska Moravica
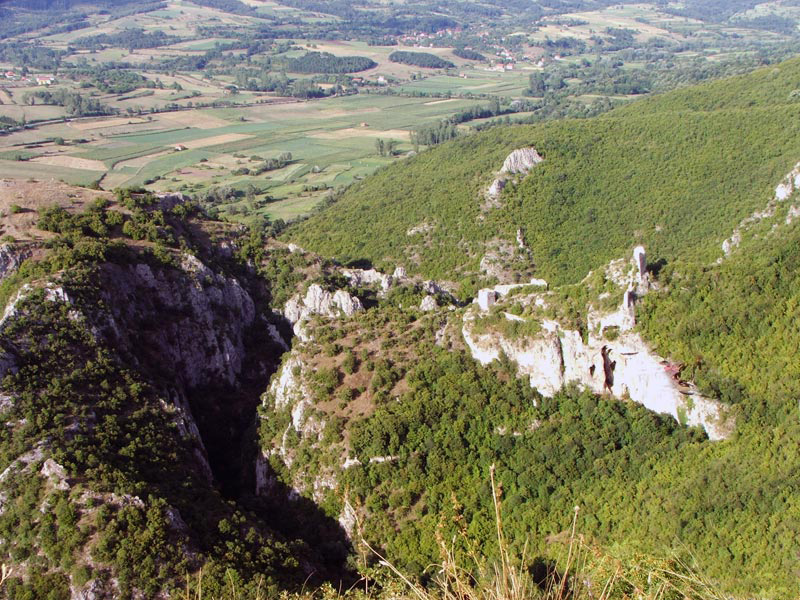
Sokograd